# سن آنتونیو
سن‌آنتونیو (اسپانیایی: San Antonio‎) هفتمین شهر بزرگ ایالات متحدهٔ آمریکا و دومین شهر بزرگ ایالت تگزاس با جمعیت روزافزون (طبق آمار سال ۲۰۱۴) بیش از ۱٬۳۲۷٬۰۰۰ نفر (در محدوده شهری) است. این شهر مرکز شهرستان بیر است. منطقهٔ شهری سن آنتونیو بزرگ، جمعیتی بالغ بر ۲٬۳۲۸٬۶۵۲ نفر (آمار سال ۲۰۱۴) دارد.
موقعیت جغرافیایی و اقلیمی مناسب و نیز رشد بدون توقف جمعیت آن در پانزده سال گذشته باعث توسعهٔ این شهر به میزان فراتر از اکثر شهرهای دیگر آمریکا شده‌است. والرو و تسورو دو تا از بزرگ‌ترین شرکت‌های نفتی آمریکای شمالی در همین شهر قرار دارند و نیروهای مسلح ایالات متحده آمریکا و نیز صنایع پزشکی در این شهر حضور چشمگیری دارند.

## تاریخ
سان آنتونیو ازلحاظ تاریخی قلب تگزاس و قدیمی‌ترین شهر تگزاس است و جایی‌ست که نبرد تاریخی آلامو در آن به وقوع پیوست که قلعه آلامو امروزه در آن باقی‌ست.

### وجه تسمیه
نخستین اروپاییان در سال ۱۶۹۱ میلادی در این منطقه، که بومیان سرخپوست آن را یاناگوانا می‌نامیدند، پای نهادند. سان آنتونیو در سال ۱۷۱۸ توسط همان میسیونرهای پرتغالی (و پدر آنتونیو الیوارز بخصوص) تأسیس و بنا گردید. اروپاییان اولیه این منطقه را در روز ۱۳ ژوئن کشف کردند که مصادف بود با سالروز درگذشت قدیس کاتولیک قرن دوازدهم-سیزدهم میلادی اهل پرتغال معروف به آنتونیوی لیسبونی. از همین‌رو تصمیم بر آن شد که این منطقهٔ خوش آب‌وهوا را به افتخار او نامگذاری کنند.
۱۳ سال پس از تأسیس پایگاه این نظامی ـ مذهبی بر کرانهٔ رودخانه سن آنتونیو که بعدها به نام ایستگاه مبلغان آلامو شهرت یافت، امپراتوری اسپانیا تعدادی از ساکنین جزایر قناری در اقیانوس اطلس را به این منطقه مهاجرت داد، و شهری بر این پایگاه بنا نهادند که به نام سان فرناندو دِ بِخار شهرت یافت. ازاین‌روست که شهر امروزه سن‌آنتونیو نام دارد و بخار (یا «بیر» با تلفظ انگلیسی) نام شهرستانی‌ست که سن‌آنتونیو در آن قرار دارد. کلیسای سن فرناندو، پس از گذشت سه قرن، امروزه همچنان پابرجاست و تاریخ این مکان را بر بازدیدکنندگانش بازگو می‌کند.

## جغرافیا

### آب و هوا
سن آنتونیو دارای آب و هوای عجیبی هست در طول زمستان۳۶ روز هوای سرد و یخبندان دارد به گفتهٔ ساکنین این شهر crazy weather (آب و هوای دیوانه) هست در زمستان هوا تا ۹- درجه سانتیگراد هم می‌رسد در سال ۲۰۱۷ بعد از گذشت حدود ۱۰ سال اهالی سن آنتونیو شاهد بارش برف سنگین بودند

## ادیان و مذاهب
اکثریت اهالی این شهر از مذهب کاتولیک مسیحی هستند. اما ادیان و فرقه‌های دیگر نیز در این شهر به وفور یافت می‌شود. به‌طور نمونه در سال ۲۰۰۸، ۳۵۰۰۰ نفر تنها برای دیدن سخنرانی کریم آقاخان (رهبر فرقهٔ اسماعیلی) در آلامودوم گردهم آمدند.

## جمعیت‌شناسی
شهر سن‌آنتونیو هفتمین شهر بزرگ آمریکا از لحاظ جمعیتی می‌باشد. اکثریت جمعیت این شهر (۶۳٪/۲) را آمریکایی‌های هیسپانیک و لاتین تشکیل می‌دهند. سیاهپوستان در قسمت شرقی شهر تمرکز یافته‌اند و سفید پوستان اکثراً در محلهٔ آلامو هایتس، آلموس پارک و قسمت‌های شمال و شمال غرب شهر همانند برنی، مدینه، لئون ولی و هیلوتز متمرکزند. اما اقلیتهای دیگر نیز همانند اتباع عرب و آسیای شرقی همانند چین نیز در این شهر حضور دارند.

### ایرانیان در سن آنتونیو
به دلایل اقلیمی و تشابه آب و هوایی با ایران، و نیز گاهی دلایل سیاسی، جمعیت قابل توجهی ایرانی در این شهر ساکنند که هر ساله در یکی از پارکهای بزرگ این شهر مراسم نوروز و سیزده بدر و چهارشنبه سوری برگزار می‌کنند.
در این میان یکی از بزرگ‌ترین تمرکز اقلیت مندایی ایرانیان را نیز در اینجا می‌توان یافت. چندین هزار پناهنده از این اقلیت در آمریکا زندگی می‌کنند که در این میان اکثریت قابل توجهی از آنان در این شهر تمرکز یافته‌اند.
در دوره پهلوی این شهر یکی از بزرگ‌ترین مراکز تعلیم پرسنل نیروی هوایی شاهنشاهی ایران بود و خلبانان ایرانی زیادی در پایگاه نیروی هوایی لاکلند دوره دیدند. در زمان انقلاب سال ۵۷، محمدرضاشاه پهلوی بهمراه همسرش فرح پهلوی در نوامبر سال ۱۹۷۹ پس از ترک ایران، در این شهر بمدت ۲ هفته اقامت داشتند و از تجهیزات پزشکی یکی از مراکز درمانی نیروی هوایی این شهر بنام مرکز پزشکی ویلفورد هال جهت بهبودی حال شاه بهره جستند.

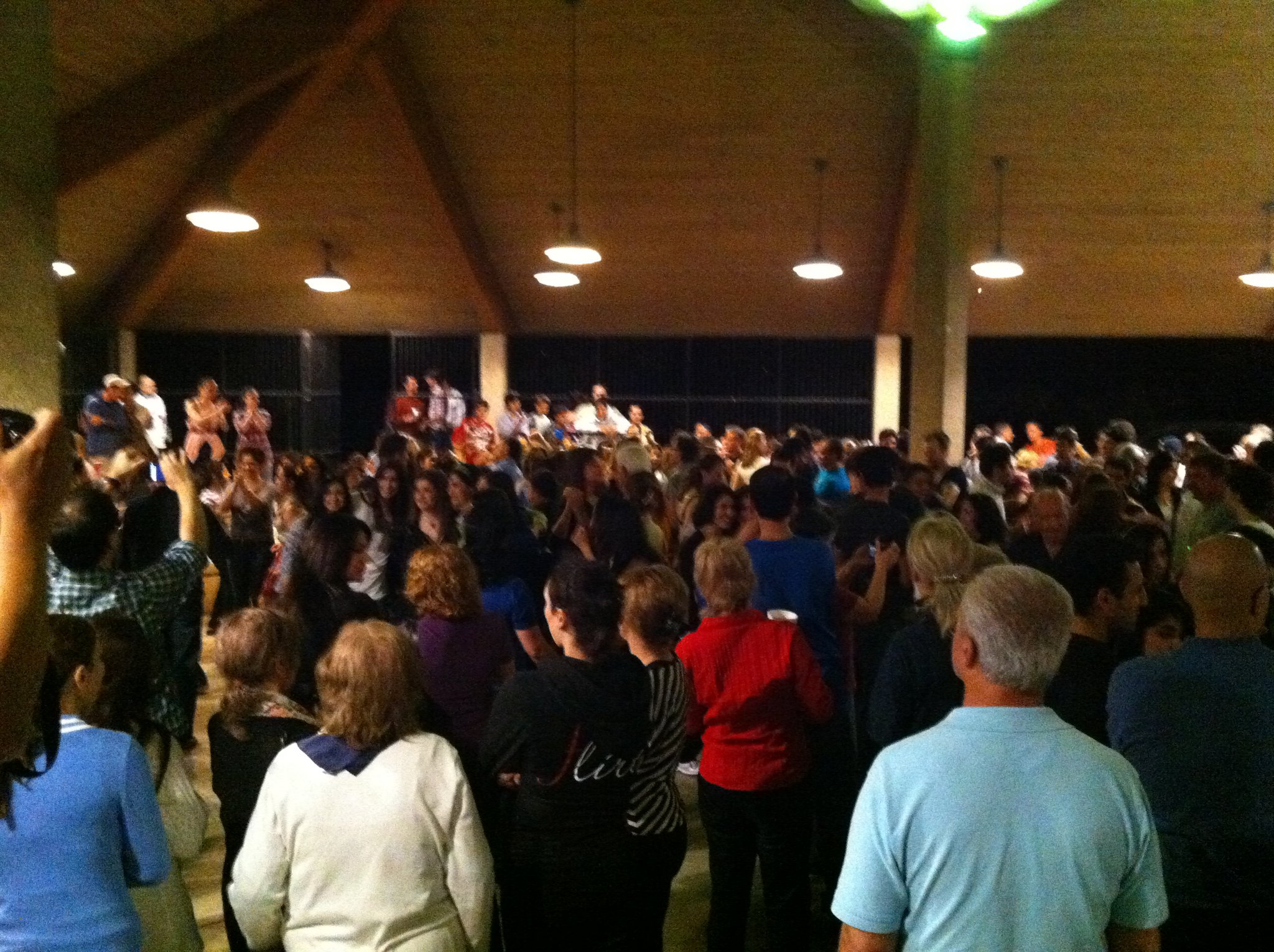
جشن و پایکوبی ایرانیان در مراسم شب چهارشنبه سوری در یکی از پارکهای عمومی شهر سن آنتونیو.
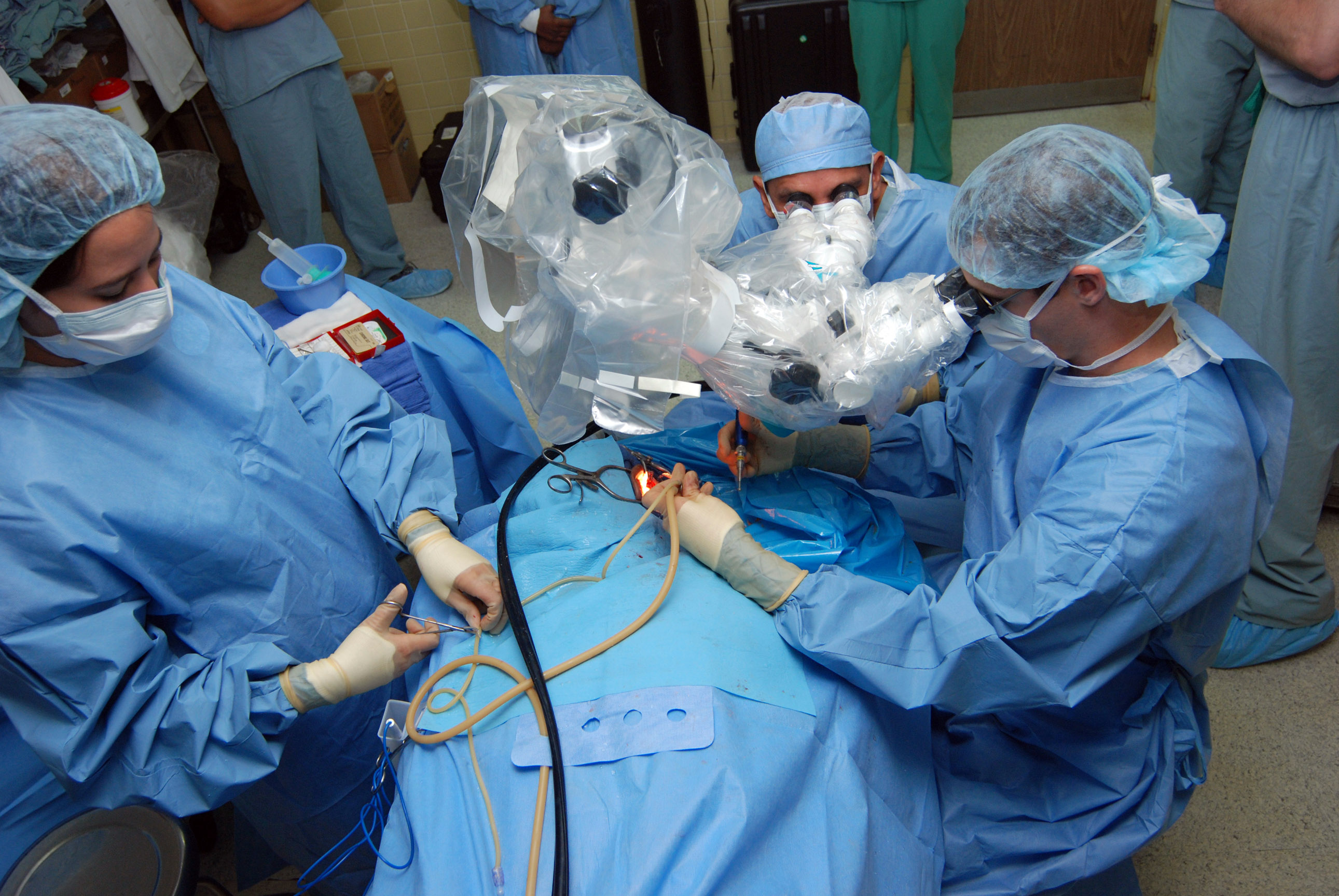
یک تیم پزشکی در مرکز پزشکی ویلفورد هال، جایی که محمدرضا شاه پهلوی در آن بستری شد.
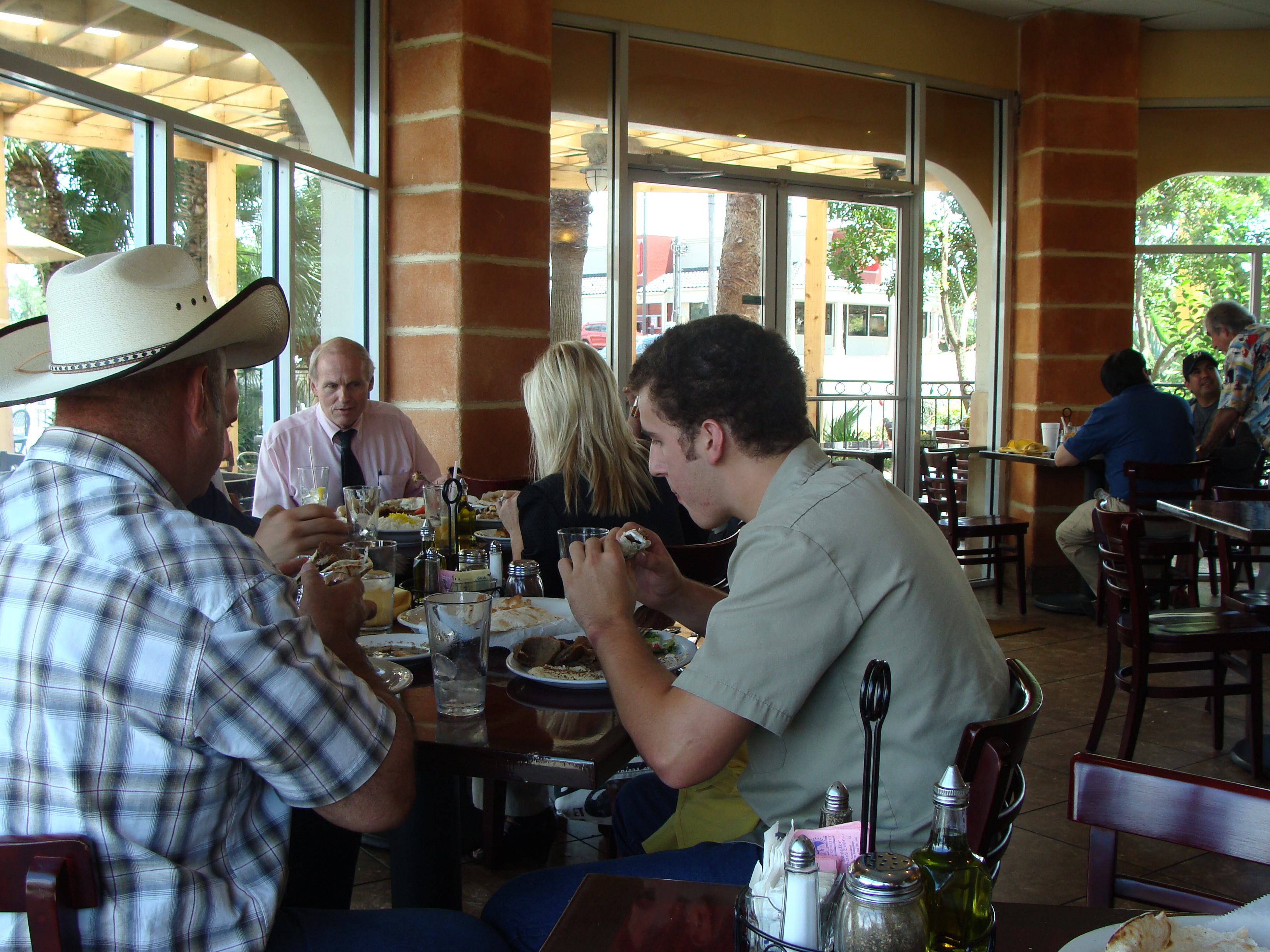
یک چلوکبابی در سن آنتونیو
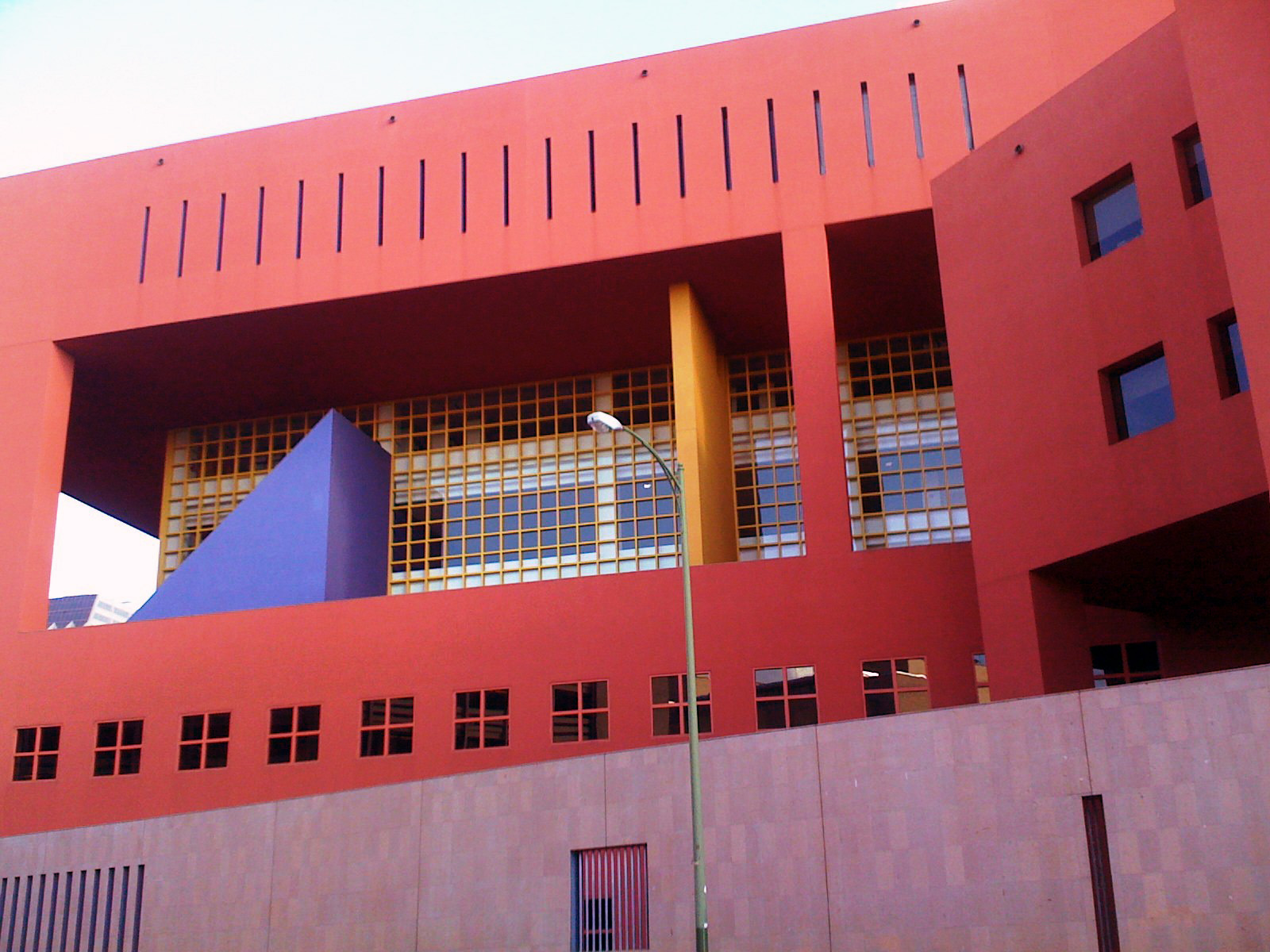
کتابخانه عمومی سن آنتونیو حاوی بخش قابل توجهی از کتب فارسی می‌باشد.

## سیاست
سن انتونیو غالباً و به‌طور سنتی یک شهر محافظه کار بوده‌است. این را هنوز می‌توان در مناطقی همچون آلامو هایتس و دیگر محلات ثروتمند شهر هنوز امروزه دید. اما در سالهای اخیر با ازدیاد تدریجی جمعیت نژاد اسپانیولی زبان در این شهر رفته رفته تمایلات سیاسی سن انتونیو به سمت حزب دموکرات گراییده‌است به‌طوری‌که در انتخابات ریاست جمهوری اخیر سن انتونیو وضوحا دموکرات رای داد. جولیان کاسترو (وزیر مسکن در کابینه اوباما) شهردار سابق این شهر است.

## اقتصاد

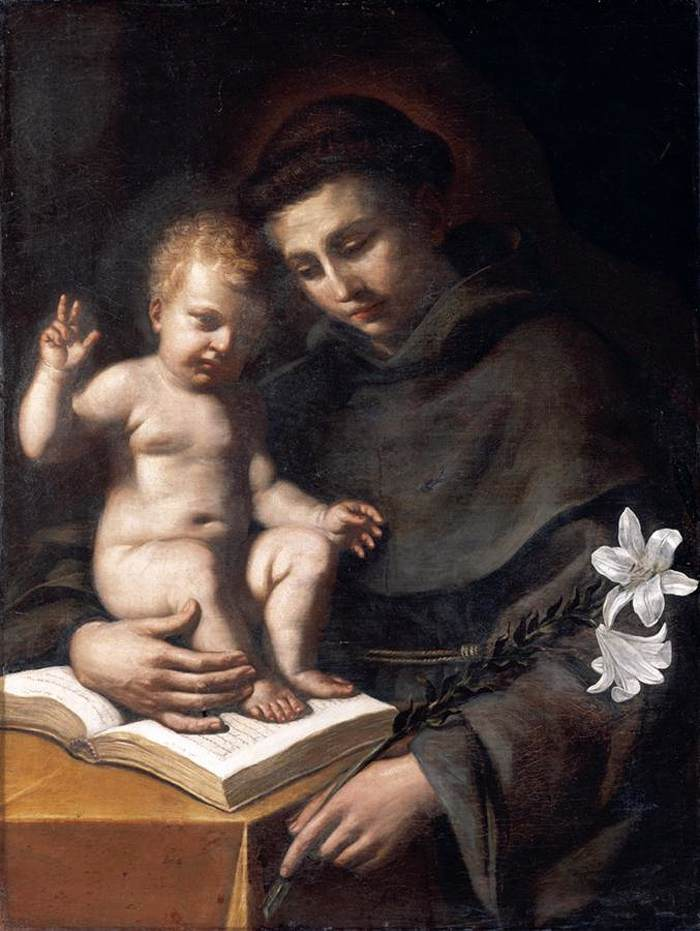
نام شهر اقتباس از سان آنتونیو د پادوا، قدیس کاتولیک است.

یکی از دلایل پیشرفت ایالت تگزاس با وجود رکود اقتصادی آمریکا در سالهای اخیر شهر سن آنتونیو است. این شهر از لحاظ جغرافیایی (نزدیک بودن به مرز مکزیک و لذا حجم بالای مبادلات بازرگانی) و اقلیمی (آب و هوای گرم و زمستان‌های کوتاه) در موقعیتی مناسب قرار داشته و نیز رشد بدون توقف جمعیت آن در پانزده سال گذشته باعث توسعه این شهر به میزان فراتر از اکثر شهرهای دیگر آمریکا شده‌است. تولیدات صنعتی، صنایع و خدمات پزشکی، آموزش عالی، و گردشگری ارکان اقتصادی این شهر را تشکیل می‌دهند. سالی ۲۶ میلیون گردشگر از داخل و خارج از کشور از این شهر بازدید می‌کنند. در سال ۲۰۱۱ درصد بیکاری شهر رسماً در ۷٫۴٪ قرار داشت.
این شهر از لحاظ اقتصادی محل استقرار پنج شرکت از شرکت‌های فهرست فرچون ۵۰۰ است. بزرگ‌ترین شرکت‌های بومی این شهر عبارتند از والرو انرجی (بزرگ‌ترین پالایشگر نفت قارهٔ آمریکای شمالی)، شرکت نفتی تسورو، شرکت مالی بانک فراست (بزرگ‌ترین بانک تگزاس)، شرکت بیمه ارتش یو.اس.آ. آ، فروشگاه زنجیره‌ای اچ-ای-بی، رستوران زنجیره‌ای بیل میلر، مؤسسه تحقیقات جنوب غربی، شرکت ارتباطات کلیر چنل کامیونیکیشنز، شرکت نرم‌افزار رک اسپیس و شرکت نیو استار انرجی. شعبه شرکت بوئینگ در سن آنتونیو حاوی تأسیسات آزمایش و آزمون کیفیت هواپیماهای کی‌سی-۱۳۵ استراتوتنکر، کی‌سی-۱۰ اکستندر، سی-۱۷ گلوبمستر ۳، و سی-۱۳۰ هرکول است. اتومبیل نیمه‌سواری تویوتا تاندرا نیز در این شهر ساخته می‌شود.
صنایع پزشکی حضوری فعال در این شهر دارند و امروزه سن آنتونیو به غیر از مرکز درمانی جنوب تگزاس (که خود در سال ۲۰۱۱ میلادی بیش از ۵۶۰۰۰ کارمند و متخصص در استخدام داشته) بزرگ‌ترین تجمع مراکز پزشکی نظامی در ایالات متحده را داراست. جدول زیر بزرگ‌ترین مراکز استخدامی در سن آنتونیو را نمایش داده‌است.
| نام شرکت یا سازمان                 | تعداد افراد در استخدام در سال ۲۰۱۲ |
| پایگاه نیروی هوایی لاکلند          | ۳۷۰۰۰ نفر                          |
| پایگاه سام هیوستون                 | ۳۲۰۰۰ نفر                          |
| یو اس آ آ                          | ۱۵۰۰۰ نفر                          |
| اچ-ای-بی                           | ۱۴۵۰۰ نفر                          |
| آموزش پرورش منطقه شمال (NISD)      | ۱۲۷۰۰ نفر                          |
| پایگاه نیروی هوایی رندالف          | ۱۱۰۰۰ نفر                          |
| آموزش پرورش منطقه شمال شرق (NEISD) | ۱۰۵۰۰ نفر                          |
| شهرداری سن آنتونیو                 | ۹۰۰۰ نفر                           |
| سامانه درمانی متودیست              | ۷۷۰۰ نفر                           |
| آموزش پرورش سن آنتونیو (SAISD)     | ۷۰۰۰ نفر                           |

## فرهنگ
از مهم‌ترین اعیاد منحصربه‌فرد این شهر می‌توان فیستا سن آنتونیو را ذکر کرد که جشن سالیانهٔ یازده روزه ایست که هر ساله اینجا برگزار می‌گردد. فیستا سن آنتونیو از اواسط سده ۱۸۰۰ تا به کنون برگزار شده و سالیانه ۳٫۵ میلیون میهمان از این طریق ۲۸۴ میلیون دلار درآمد نصیب اقتصاد شهر می‌کنند. در این جشن، مراسم فراوانی از رقص و آواز، فستیوالها، مسابقات، نمایش‌ها، و رژه‌ها در اقصی نقاط شهر برگزار می‌گردد.

### معماری

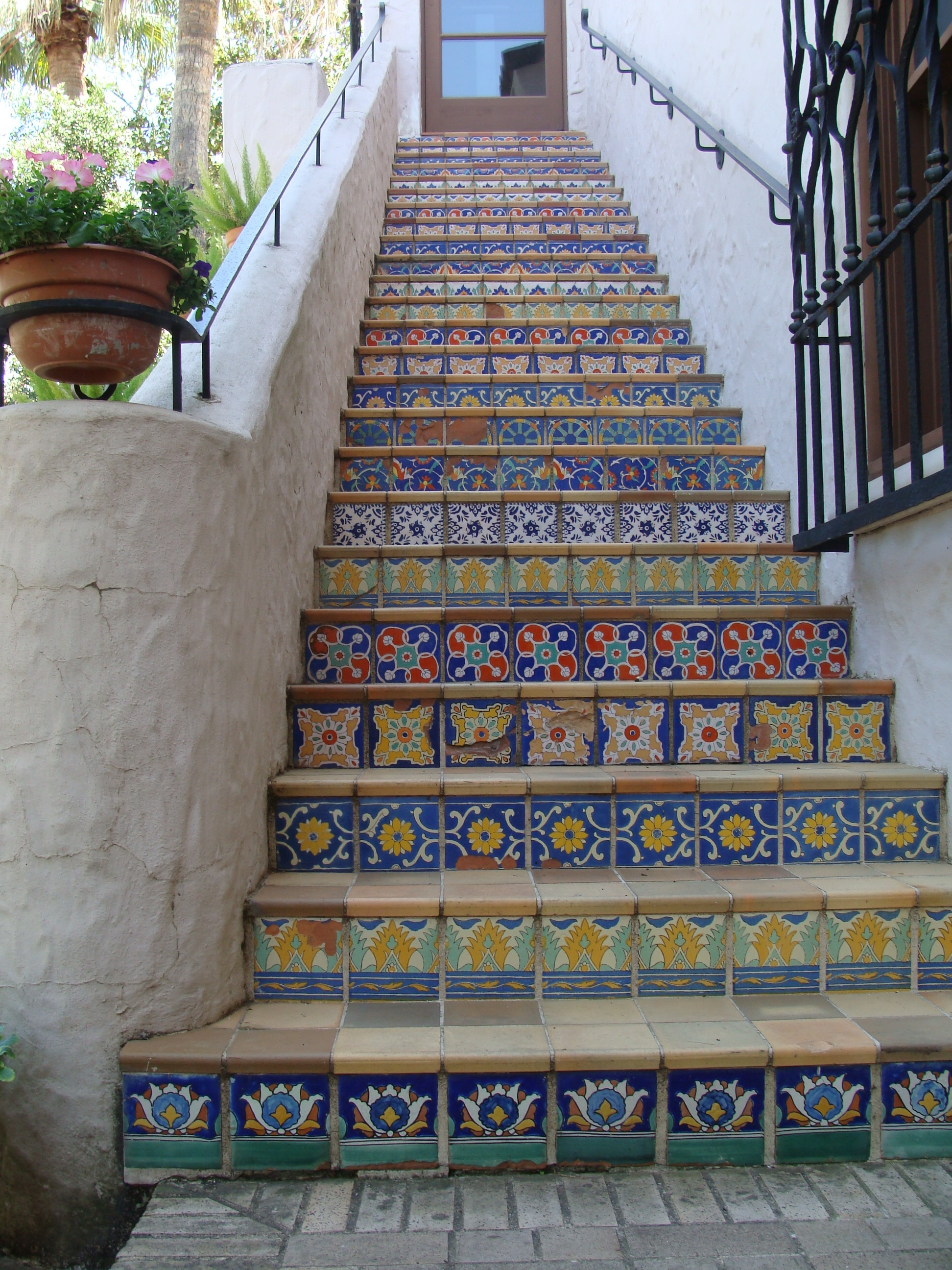
تاثیر شیوه‌های معماری اسپانیایی در موزه هنر مک‌نی بسهولت آشکار است.

در میان شهرهای تگزاس شهر سن آنتونیو دارای بیشترین سابقه و دیرینه در معماری است که بیشتر به دلایل پیشینه تاریخی این شهر بازمی‌گردد. معماری اسپانیولی و مکزیکی سن آنتونیو برگرفته از ریشه‌های فرهنگی و مردمی آن دارد که هویت این شهر را در تاریخ تحت تأثیر قرار داده‌است. این را می‌توان در آثار تاریخی شهر همانند قلعه آلامو یا کاخ فرماندار اسپانیایی مشاهده کرد. کلیسای سن فرناندو از کهن‌ترین کلیساهای کشور است که هنوز در حال استفاده می‌باشد. باسیلیکای عبادتگاه ملی گل کوچک نیز نمونه‌ای دیگر از بناهای تاریخی-مذهبی تگزاس است. اما کهنترین بناهای تاریخی شهر عبارتند از میسیون کنسپسیون، میسیون سن خوزه، میسیون سن خوان، و میسیون اسپادا که متعلق به قرن هفدهم امروزه از بناهای میراث ملی آمریکا محسوب می‌گردند.
با اینحال نفوذ اقوام مهاجر دیگر را نیز می‌توان در میراث معماری شهر دید. به‌طور نمونه، تأثیر فرانسویان حتی امروزه در معماری سن آنتونیو دیده می‌شود. به‌طور مثال، منزل فرانسوا گیلبو که توسط ژول پونسارد در ۱۸۴۷ در سن آنتونیو ساخته گردید، خواص مشهودی از معماری نئوکلاسیک اوایل قرن ۱۹ فرانسه را به نمایش می‌گذارد.
از معماران مهم این وادی می‌توان در تاریخ به افرادی همچون اونیل فورد اشاره کرد که پردیس دانشگاه ترینیتی و دیگر بناهای به یاد ماندنی سن آنتونیو را طراحی نمود.
در میان آثار فراوان معماری نوگرا و پسانوگرا در سن آنتونیو می‌توان به آثار آرکیتکتانیکا، رابرت استرن، الربی بکت، رافائل وینیولی و اچ‌ک‌اس اینک. اشاره کرد. از میان بناهای منحصربه‌فرد نوگرا و پسانوگرای شهر می‌توان کتابخانه عمومی سن آنتونیو اثر ریکاردو لگورتا و برج آمریکاس اثر نیم قرن پیش اونیل فورد،

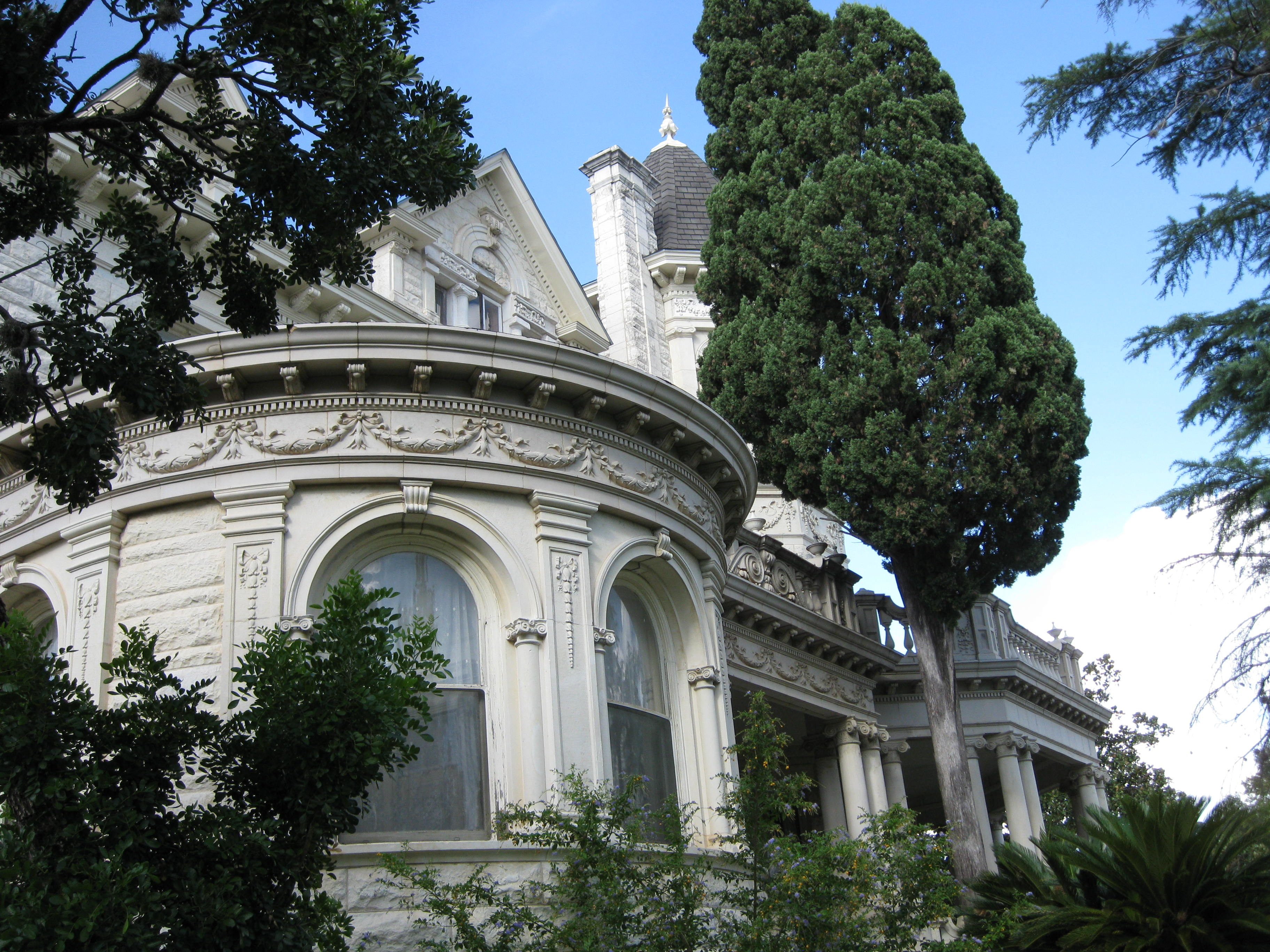
معماری سبک ویکتوریایی مرکز فرهنگی کوهلر، یکی از بناهای ساخت سال ۱۹۰۱ میلادی این شهر است که امروزه متعلق به کالج سن آنتونیو است.
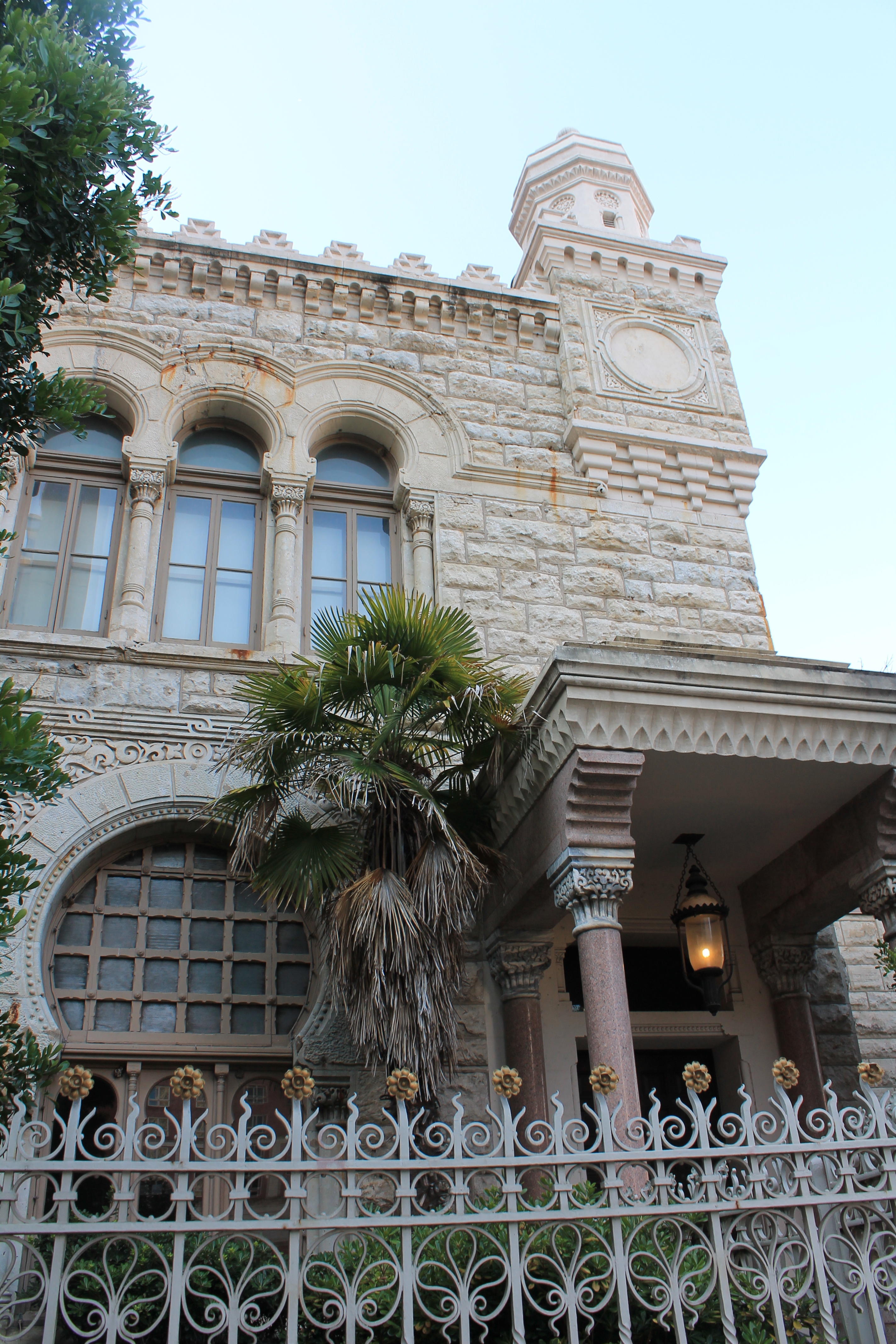
نفوذ سبک معماری اسلامی دوره اندلس اسپانیا در این بنای تاریخی شهر سن آنتونیو (ساخت سال ۱۹۰۲ میلادی) هویداست.
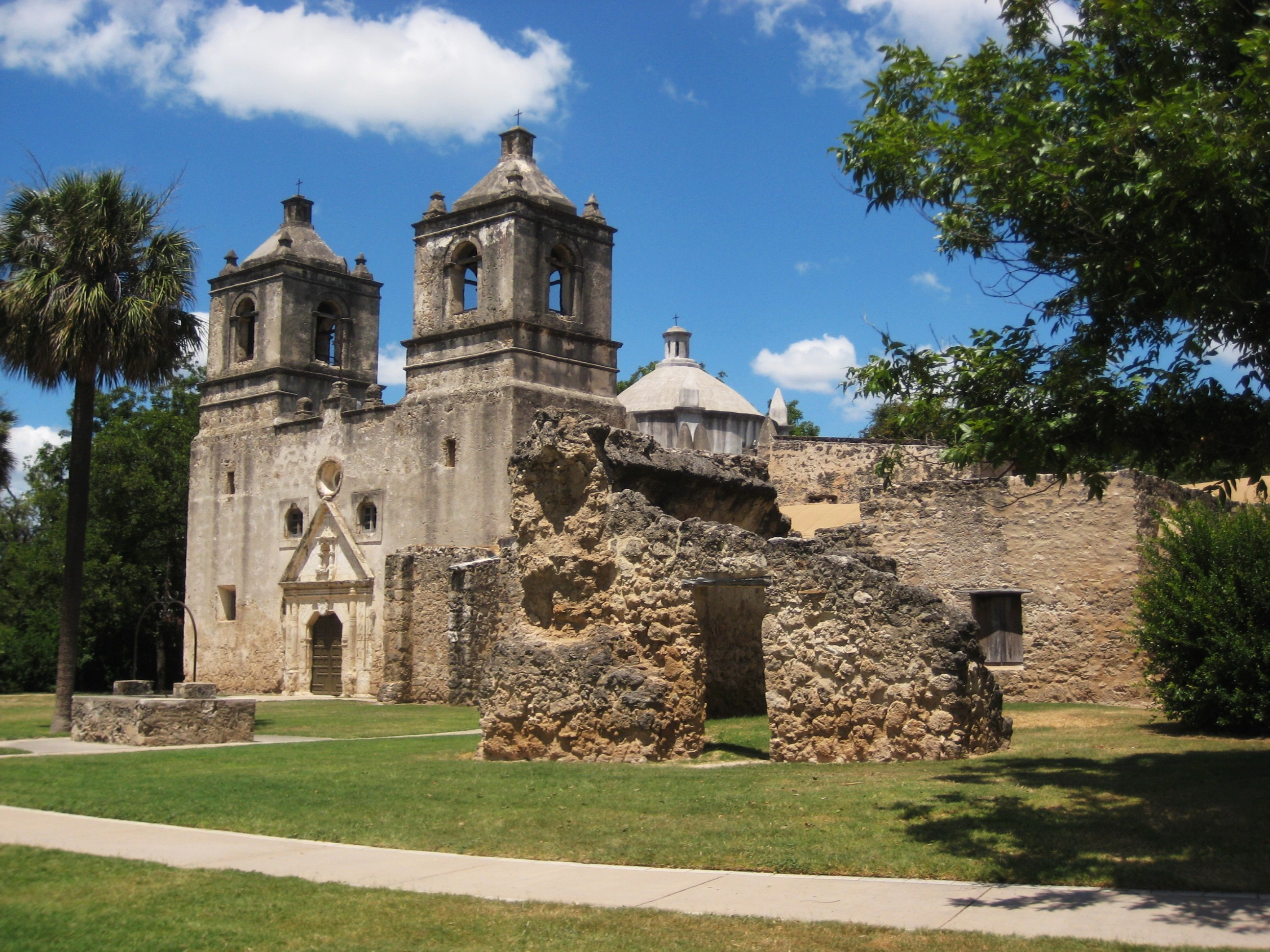
میسیون کنسپسیون، یکی از کلیساهای قدیمی پارک تاریخی ملی میسیون‌های سن آنتونیو
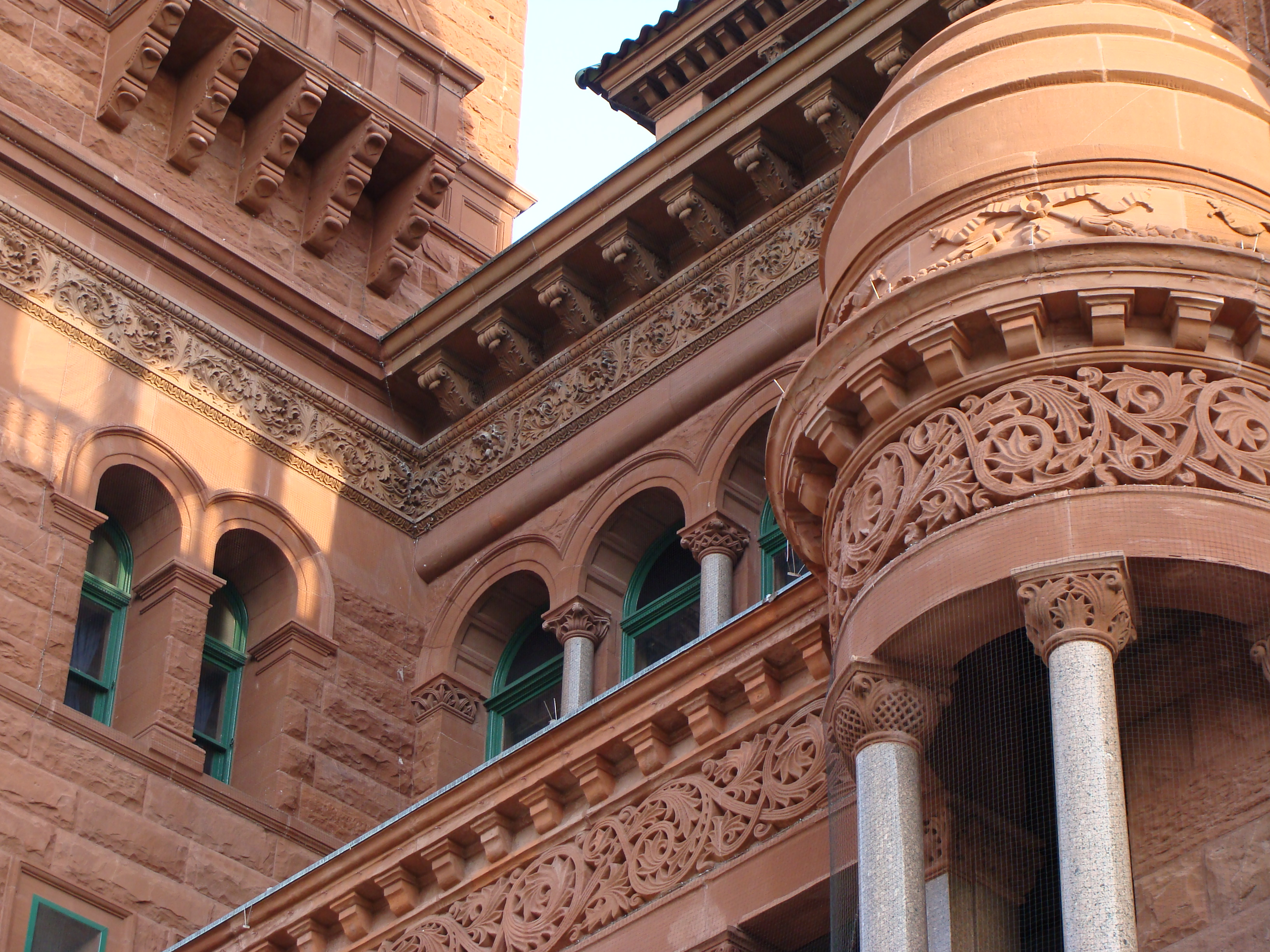
عمارت دادگستری شهرستان بیر اثر معمار چیره دست جیمز رایلی گوردن
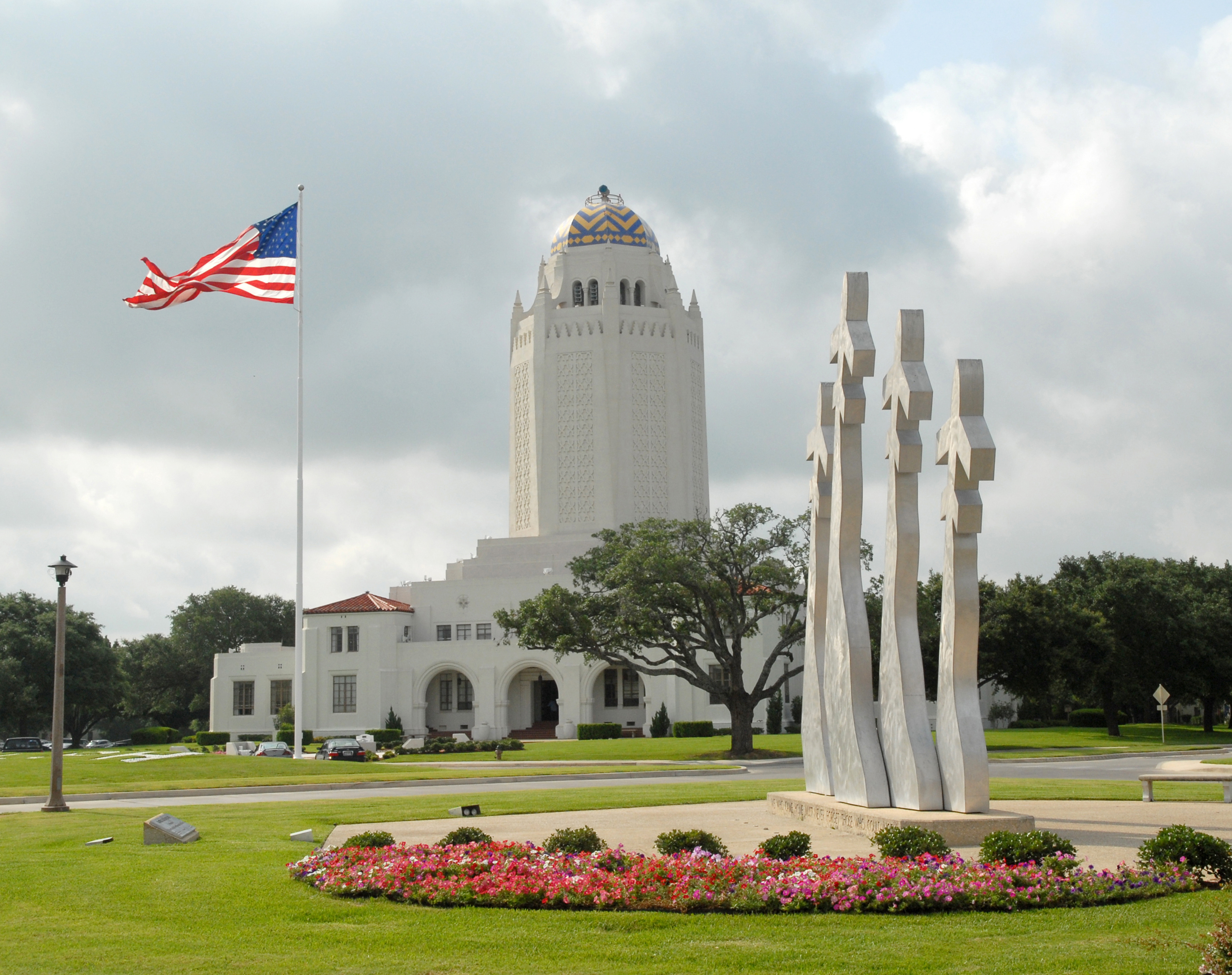
ساختمان «تاج محل» متعلق به پایگاه نیروی هوایی رندالف در دهه ۱۹۲۰ میلادی ساخته شد.
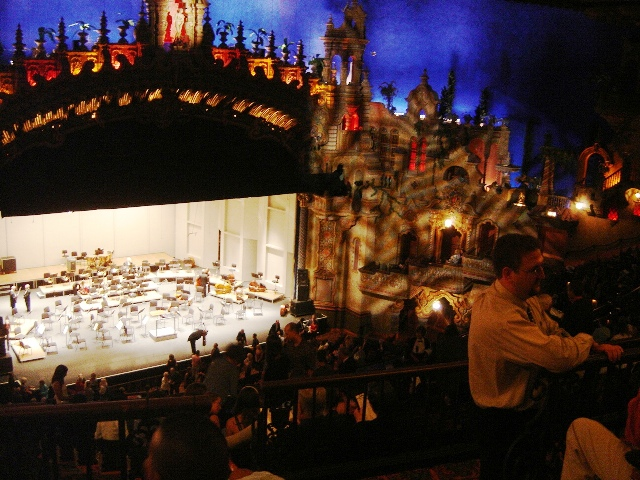
تالار مجستیک شهر با سقف گیتی نما از سال ۱۹۹۳ تاکنون در ثبت مکانهای تاریخی ایالات متحده قرار داشته‌است.
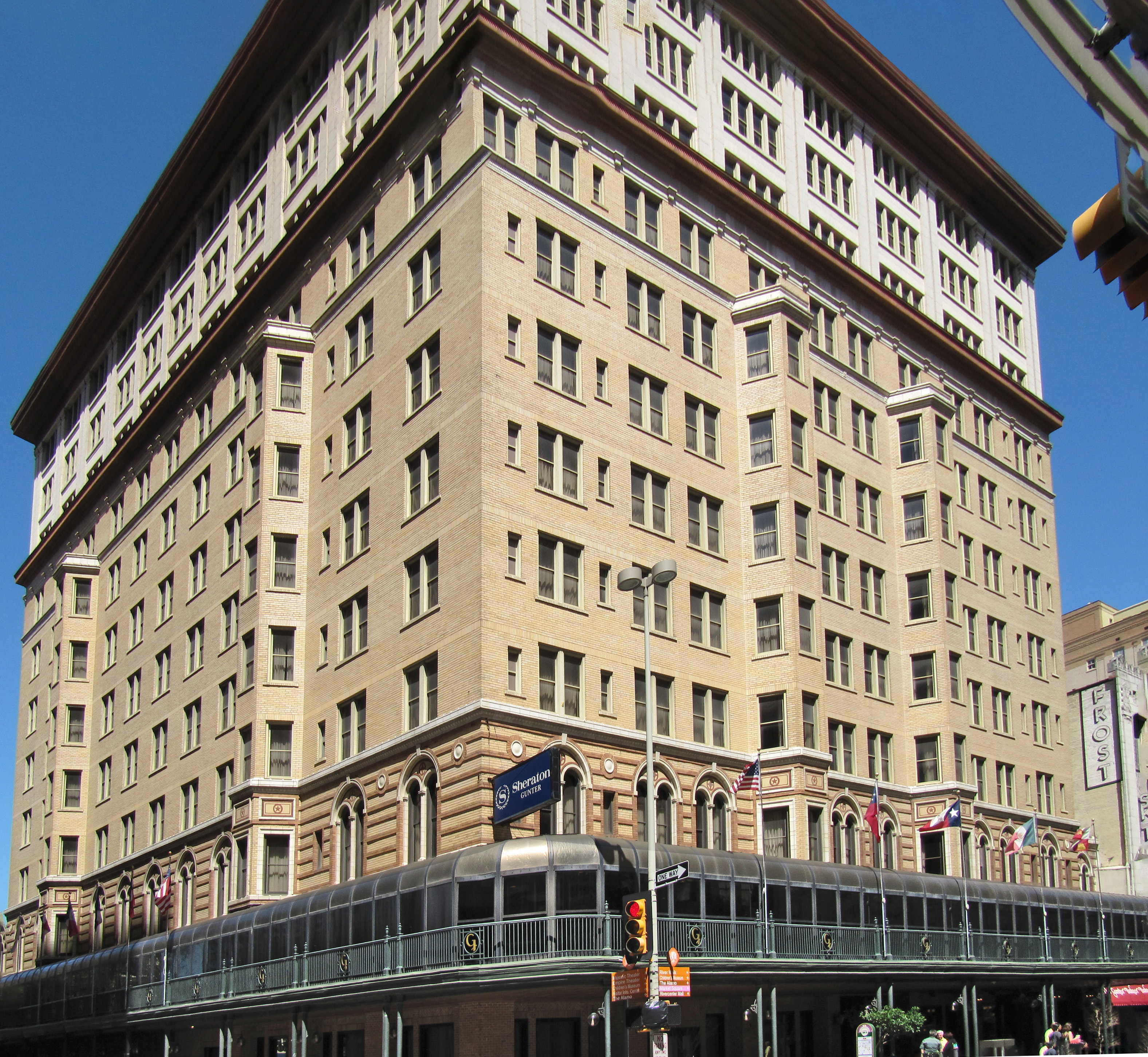
ساختمان هتل گونتر شرایتون، از کهنترین برجهای سن آنتونیو است که در سال ۱۹۰۹ ساخته گردید.
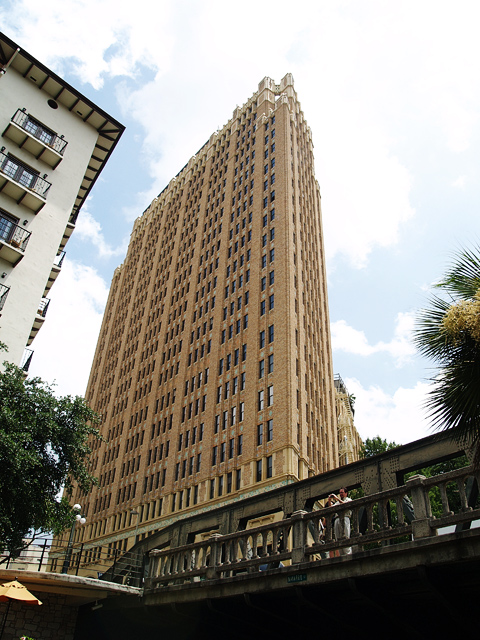
برج بیمارستان نیکس، ساخت ۱۹۳۱، یکی دیگر از آثار ثبت شده ملی آمریکا در این شهر است.
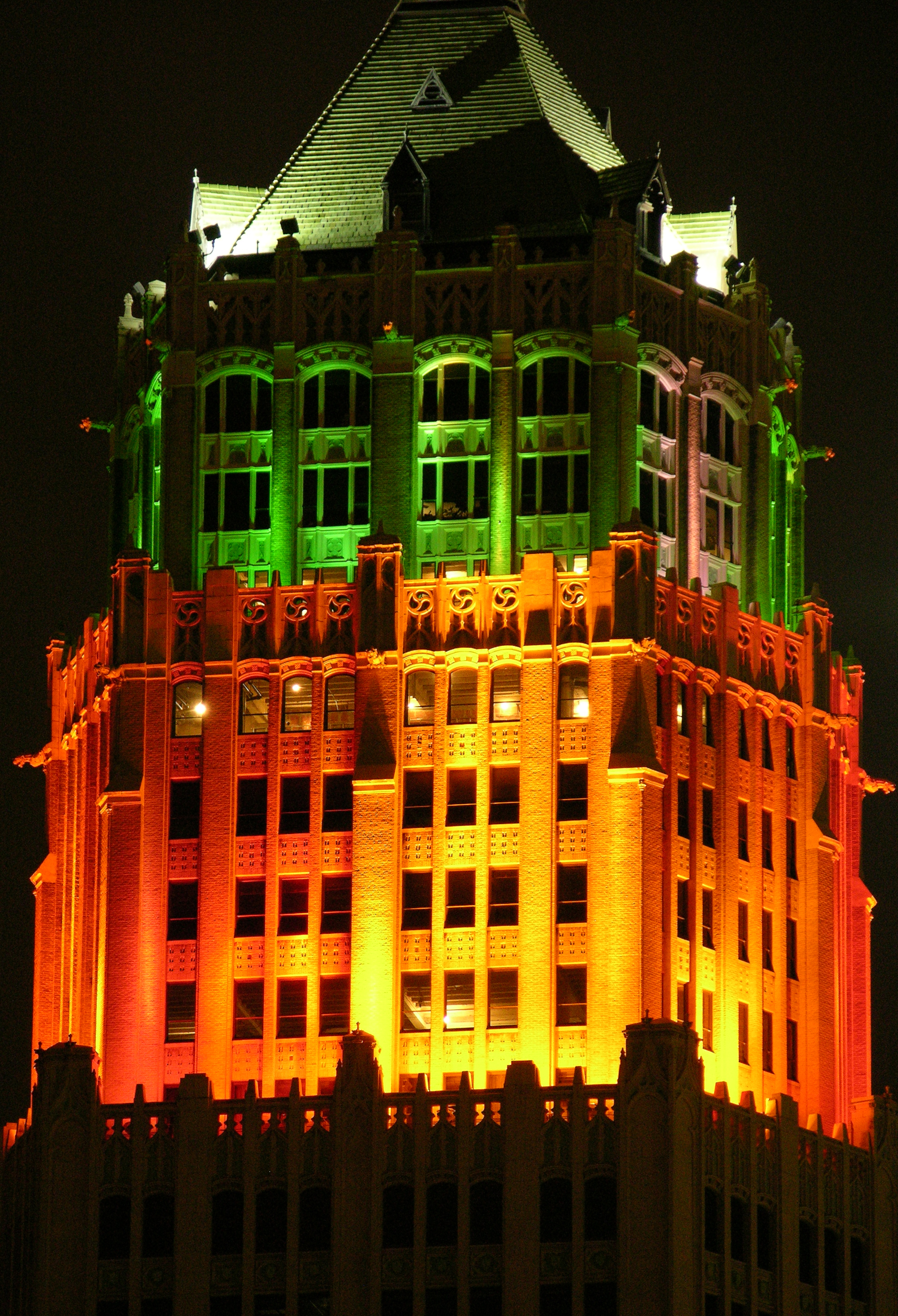
برج تاور لایف نیز در سال ۱۹۲۹ میلادی ساخته شد و یکی از آثار میراث فرهنگی شهر است.
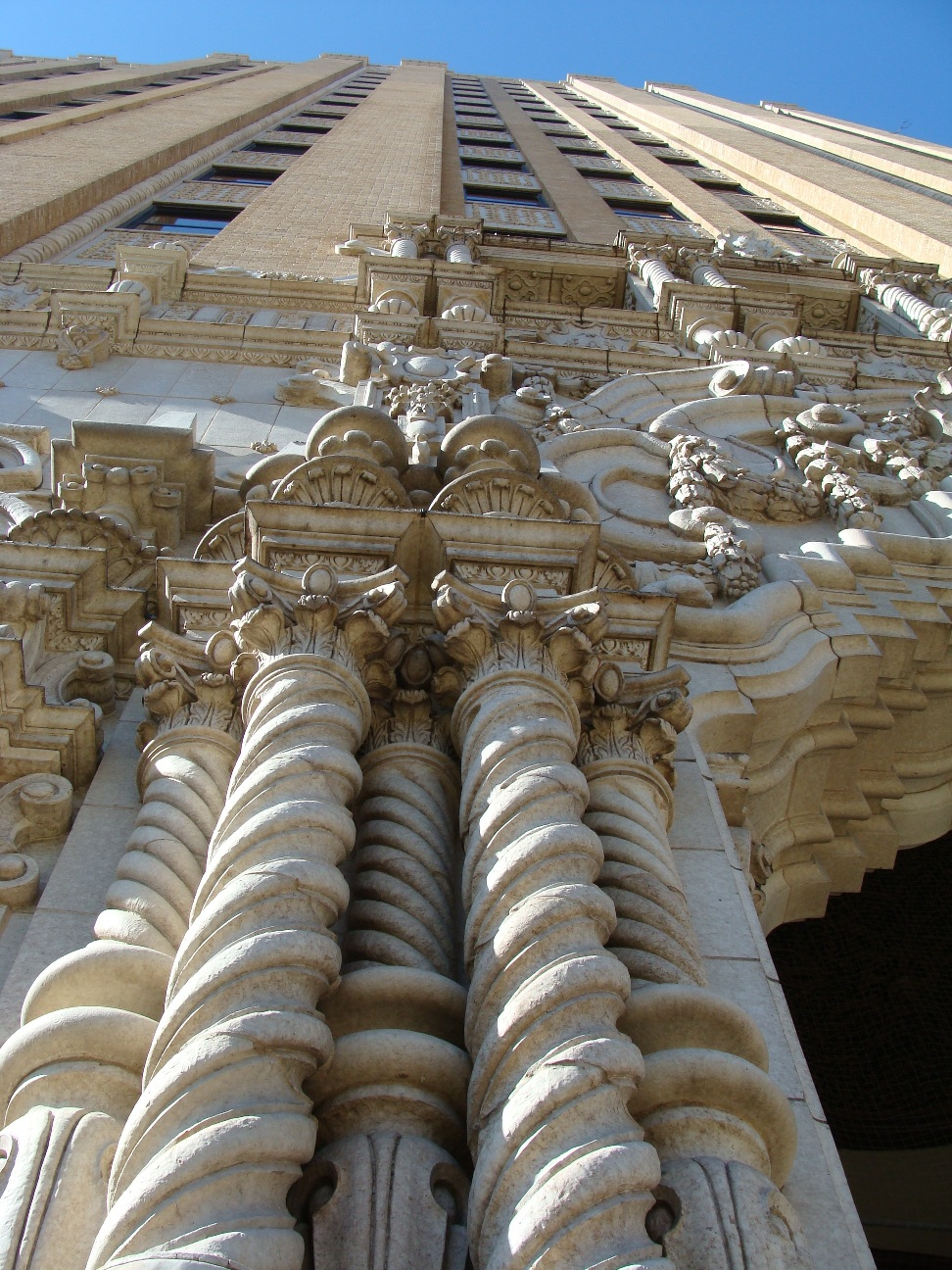
برج ای تی اند تی (ساخت ۱۹۲۹) از آثار سبک معماری نئو گوتیک شهر است.

### رسانه‌های سن‌آنتونیو
این شهر دارای چندین شبکه تلویزیونی است و مهم‌ترین روزنامه آن روزنامه San Antonio Express News نام دارد که از سال ۱۸۶۵ تاکنون در فعالیت بوده‌است.

### ورزش
در حیطه ورزش تیم سن آنتونیو اسپرز، قهرمان پنج دوره لیگ بسکتبال حرفه‌ای ان بی ای (NBA) آمریکا در سالهای ۲۰۰۳، ۱۹۹۹، ۲۰۰۵، ۲۰۰۷، و ۲۰۱۴ از این شهر می‌باشد.
تیم هاکی روی یخ سن آنتونیو رمپیج نیز اینجا قرار دارد و همچنین یک تیم فوتبال در لیگ دسته دوم به نام سن آنتونیو اسکورپیونز دارد.
ورزشگاه آلامودوم در این شهر قرار دارد.

## آموزش

### موسسات آموزشی-فرهنگی

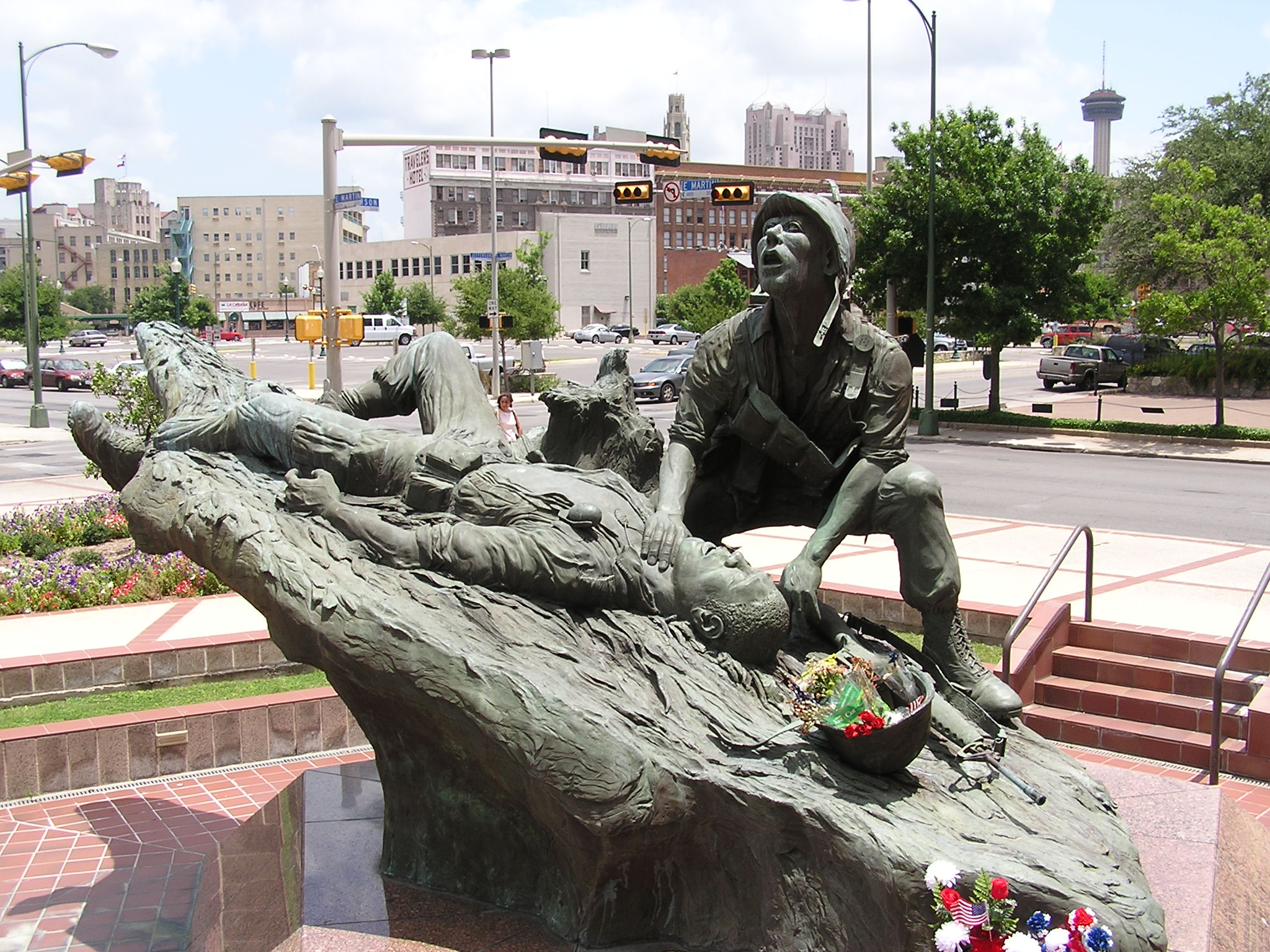
یادبود سربازان جنگ ویتنام

موسسات علمی-فرهنگی متعددی در شهر سن‌آنتونیو استقرار دارند. بزرگ‌ترین تمرکز این موسسات در ناحیه شمال غربی شهر موسوم به مرکز درمانی جنوب تکزاس قرار دارد، جایی که در سال ۲۰۱۱ افزون بر ۳ میلیارد دلار بودجه صرف تحقیقات علوم پزشکی گردید. این مرکز حاوی ۱۲ بیمارستان عمده و صدها کلینیک بوده و یکی از بزرگ‌ترین مراکز درمانی ایالت تگزاس و منطقه است. پنج مؤسسه آموزش عالی در این مرکز قرار دارند از جمله مرکز علوم درمانی دانشگاه تکزاس در سن‌آنتونیو، دانشکده و مرکز درمانی بینایی دانشگاه اینکارنت ورد، دانشگاه تگزاس در سن آنتونیو، مدرسه مشاغل درمانی بپتیست، و بخش داروهای پرتوی دانشکده داروسازی دانشگاه تگزاس در آستین.
غرب شهر محل تمرکز مؤسسه پهناور دیگریست که بیش از ۳٬۰۰۰ نفر در استخدام داشته و از میان ۱٬۰۳۰ اختراعی که تاکنون به ثبت رسانیده تعداد ۳۷ اختراع آن در زمره یکصد اختراع برتر سال قرار گرفته. این مؤسسه که مؤسسه تحقیقات جنوب غربی نام دارد، برای پیمانکاران دولتی و خصوصی پژوهش انجام داده و پروژه‌های سفارشی ساخت تجهیزات ویژه را بر عهده دارد. در میان معروفترین پروژه‌های برعهده این مرکز می‌توان پروژه ساخت، پرتاب و رهبری مأموریت سفینه فضایی جونو در سال ۲۰۱۱ میلادی، پروژه ساخت، پرتاب و رهبری مأموریت سفینه کاوشگر مرز میان ستاره‌ای (IBEX) در سال ۲۰۰۹ میلادی، و نیز سفینه نیوهورایزنز در سال ۲۰۰۷ را نام برد. این مرکز تحقیقات گسترده‌ای را در زمینه بهینه‌سازی کیفیت منابع سوختی خودرو نیز در جریان دارد.
در میان ده‌ها مؤسسه و بنیاد علمی دیگر می‌توان بنیاد علوم ذهنی، مؤسسه پژوهشهای زیست پزشکی تگزاس، مرکز استارت و تأسیسات رایانه‌ای آژانس امنیت ملی ایالات متحده آمریکا را نام برد.

### کتابخانه‌ها
کتابخانه عمومی سن آنتونیو نیز حاوی بخش ذخائر کتب فارسی نیز می‌باشد.
کتابخانه دانشگاه ترینیتی…

### آموزش عالی
در میان مراکز آموزش عالی شهر، می‌توان به موسسات زیر اشاره نمود:
- مرکز علوم درمانی دانشگاه تکزاس
- دانشگاه تگزاس در سن آنتونیو
- دانشگاه تگزاس ای اند ام در سن آنتونیو
- دانشگاه OLLU
- دانشگاه ترینیتی
- کالج سن آنتونیو
- کالج سنت فیلیپس
- دانشگاه اینکارنت ورد
- دانشگاه سنت ماری

## ترابری
بزرگراه میان‌ایالتی ۴۱۰ نخستین کمربندی مهم شهر است. بزرگراه کمربندی ۱۶۰۴ نیز کمربندی دوم (با شعاع بزرگتر) شهر است. بزرگراه میان‌ایالتی ۳۷ و بزرگراه میان‌ایالتی ۳۵ و بزرگراه میان‌ایالتی ۱۰ نیز از این شهر عبور می‌کنند.
این شهر به غیر از پایگاه‌های نظامی، دو فرودگاه تجاری دارد، که یکی از آن‌ها بین‌المللی است. فرودگاه بین‌المللی سن آنتونیو مستقیماً به شهرهای بزرگ آمریکای لاتین پروازهای مستقیم دارد. فرودگاه شهری استینسون تأسیس سال ۱۹۱۵ میلادی از قدیمی‌ترین فرودگاه‌های کشور محسوب می‌گردد و پورت سن آنتونیو یکی از بنادر بزرگ هوایی کشور می‌باشد.

## گردشگری

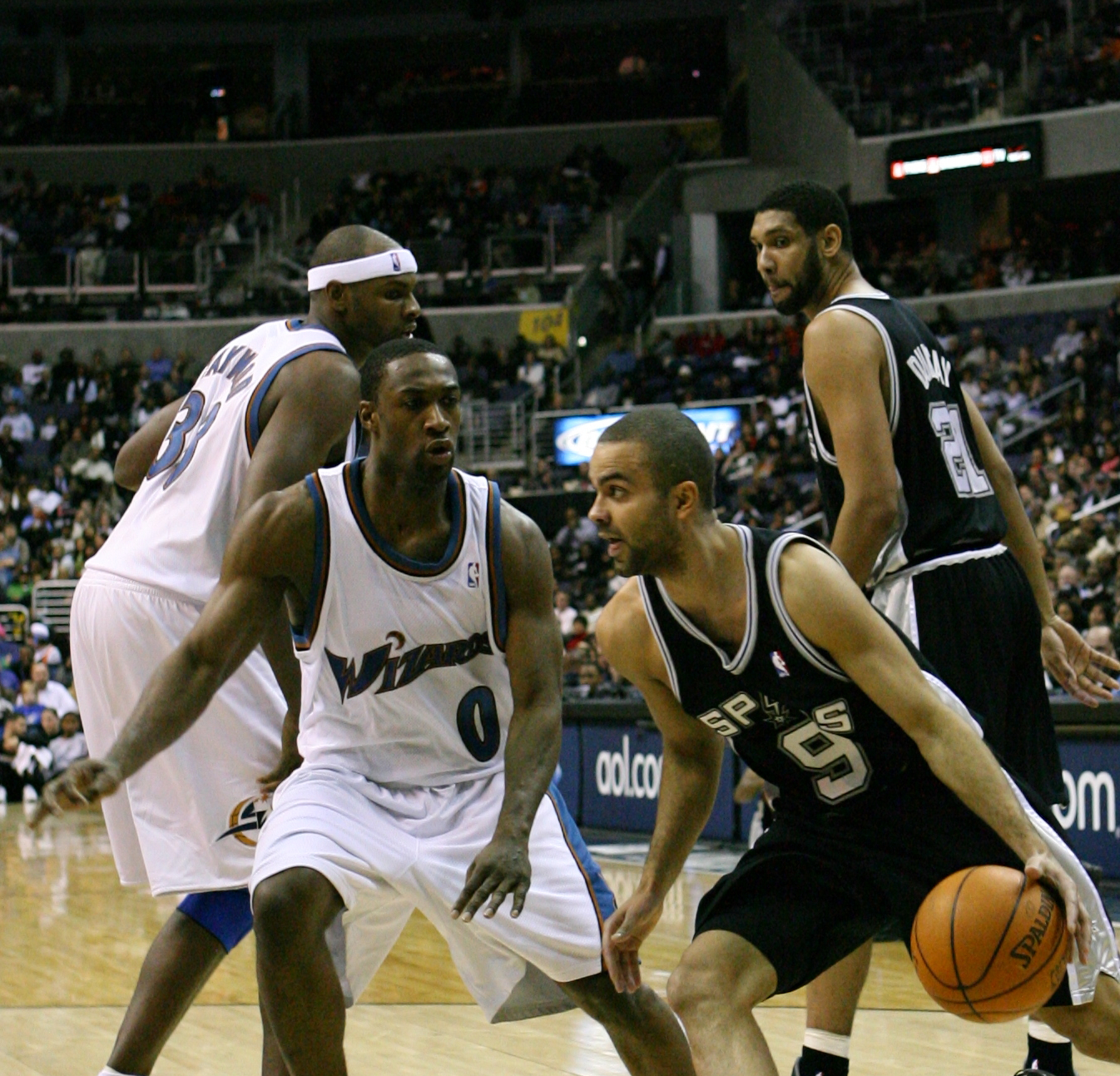
تیم سن آنتونیو اسپرز تیم محبوب شهر است.

برخی بخاطر وجود ریور واک سن آنتونیو از این شهر با لقب «ونیز آمریکا» یاد می‌کنند، و به روایتی، سالی ۲۶ میلیون گردشگر از این شهر بازدید می‌کنند.
اکثر بازدید کنندگان بخاطر ریور واک و جذبه‌های وابسته به آن (همانند نوازندگان ماریاچی و فیستا نوچه دل ریو و غیره) از این شهر بازدید می‌کنند. اما جذبه‌های دیگری همانند سی ورلد شعبه سن آنتونیو، سیکس فلگز فیستا تگزاس، و قلعه آلامو نیز به تنهایی حائز اهمیت هستند.
از دیگر مراکز گردشگری و جذب بازدیدکننده موزه هنر مک‌نی، ارکست سمفونی سن آنتونیو و تالار مجستیک، کلیسای سن فرناندو و باسیلیکای عبادتگاه ملی گل کوچک، برج تاور آو د آمریکاس وساختمان تاور لایف، و بوستان گیاهشناسی سن آنتونیو را می‌توان نام برد.
منطقه طبیعی ایالتی سنگ سحرآمیز نیز در یک ساعتی و منطقه طبیعی ایالتی گاورنمنت کنیون در ۱۶ مایلی شمال این شهر قرار دارند.
از مراکز خرید مهم این شهر می‌توان مرکز خرید اینگرم پارک و مرکز خرید لا کانترا را نام برد.

### نظامی‌گری
سن آنتونیو محل تجمع برخی از بزرگ‌ترین مراکز نظامی نیروهای مسلح ایالات متحده آمریکا است. از این نمونه می‌توان پایگاه نیروی هوایی لاکلند، ویلفورد هال، پایگاه نیروی هوایی کلی، مرکز پزشکی ارتشی بروک، و پایگاه نیروی هوایی رندالف را نام برد.

## مشاهیر
| سیاست آلبرتو گنزالس الیور نورث جان کورنین جولیان کاسترو | علوم ادوارد هیگینز وایت | هنر و معماری تامی لی جونز رابرت رودریگز دونالد برازول جورج استریت اونیل فورد جوآن کراوفورد | ورزش تیم دانکن تونی پارکر جاش دیویس شکیل اونیل شان مایکلز |

## جایگاه بین‌المللی
| شهرهای خواهرخوانده        | کشور      |
| ------------------------- | --------- |
| سانتا کروز د تنریفه       | اسپانیا   |
| لاس پالماس د گران کاناریا | اسپانیا   |
| گوادالاخارا               | مکزیک     |
| کاوشینگ                   | تایوان    |
| کوماموتو                  | ژاپن      |
| گوانگجو                   | کره جنوبی |
| مونترری، نوئوو لئون       | مکزیک     |
| چنای                      | هند       |
| دهلی نو                   | هند       |

| Alliance and friendship cities | کشور    |
| ------------------------------ | ------- |
| سوژو                           | چین     |
| درسدن                          | آلمان   |
| تل‌آویو                         | اسرائیل |